# Лінус Умарк
Лінус Умарк (швед. Linus Omark, нар. 5 лютого 1987, Евертурнео) — шведський хокеїст, крайній нападник клубу ШХЛ «Лулео». Гравець збірної команди Швеції.

## Ігрова кар'єра
Хокейну кар'єру розпочав на батьківщині 2003 року виступами за команду «Лулео». Лінус досить вдало і успішно пройшов школу від молодіжного складу до основи.
2007 року був обраний на драфті НХЛ під 97-м загальним номером командою «Едмонтон Ойлерс». 
Сезон 2009/10 провів у складі московського «Динамо».
Сезон 2010/11 Умарк розпочав у Північній Америці виступами за «Оклахома-Сіті Баронс» (фарм-клуб «Едмонтон Ойлерс»). Показав себе в складі «баронів», як надрезультативний гравець. Так 7 листопада 2010, він закинув п'ять шайб у ворота «Торонто Марліс», загальний рахунок матчу 7–6 на користь «баронів».
8 грудня 2010, Лінус дебютував у складі «нафтовиків» у матчі проти Тампа-Бей Лайтнінг (4–3), в його активі результативна передача. 16 грудня 2010, відзначився і першим голом у воротах Стіва Мейсона Колумбус Блю-Джекетс (6–3).
У наступному сезоні Умарк провів невдало матчі за «нафтовиків» і був відправлений до «Оклахома-Сіті Баронс».
29 серпня 2012 швед підписав однорічний контракт з швейцарським клубом «Цуг». За підсумками регулярного чемпіонату став найкращим бомбардиром першості.
27 серпня 2013, після успішного сезону в Швейцарії, Умарк повернувся до «Ойлерс», підписавши однорічний контракт.
19 грудня 2013, Лінуса придбав «Баффало Сейбрс», але провівши в складі «Сейбрс» лише тринадцять матчів попросив про розірвання контракту і решту сезону дограв у складі рідної команди «Лулео».
У грудні 2014 на Кубку Шпенглера був включений до команди всіх зірок.
У сезоні 2014/15 Лінус продовжує кар'єру виступами за фінський клуб КХЛ «Йокеріт», по завершенні сезону уклав дворічний контракт з іншим клубом КХЛ «Салават Юлаєв», де наразі і продовжує виступати. З 17 листопада 2016, капітан команди «Салават Юлаєв». Двічі виступав у матчі всіх зірок КХЛ (2016, 2017).
З сезону 2020/21 Лінус послідовно по одному сезону захищає кольори спочатку швейцарського клубу «Женева-Серветт», а згодом рідного клубу «Лулео».

## Збірна
Був гравцем молодіжної збірної Швеції, у складі якої брав участь у 7 іграх. 
У складі національної збірної Швеції брав участь в чотирьох чемпіонатах світу, двічі ставав бронзовим призером, а на чемпіонаті світу 2017 завоював золоті нагороди.

## Статистика

### Клубні виступи
| Сезон        | Клуб                   | Ліга         | Регулярний сезон | Регулярний сезон | Регулярний сезон | Регулярний сезон | Регулярний сезон | Плей-оф | Плей-оф | Плей-оф | Плей-оф | Плей-оф |
| Сезон        | Клуб                   | Ліга         | І                | Г                | П                | О                | ШХ               | І       | Г       | П       | О       | ШХ      |
| ------------ | ---------------------- | ------------ | ---------------- | ---------------- | ---------------- | ---------------- | ---------------- | ------- | ------- | ------- | ------- | ------- |
| 2003–04      | «Лулео»                | Ю20          | 1                | 0                | 0                | 0                | 0                | —       | —       | —       | —       | —       |
| 2004–05      | «Лулео»                | Ю20          | 32               | 8                | 9                | 17               | 44               | 7       | 4       | 2       | 6       | 1       |
| 2005–06      | «Лулео»                | Ю20          | 32               | 22               | 21               | 43               | 56               | 5       | 1       | 2       | 3       | 28      |
| 2005–06      | «Лулео»                | Елітсерія    | 19               | 0                | 1                | 1                | 10               | 3       | 0       | 0       | 0       | 0       |
| 2006–07      | «Лулео»                | Елітсерія    | 50               | 8                | 9                | 17               | 32               | 4       | 1       | 0       | 1       | 2       |
| 2007–08      | «Лулео»                | Елітсерія    | 55               | 11               | 21               | 32               | 46               | —       | —       | —       | —       | —       |
| 2008–09      | «Лулео»                | Елітсерія    | 53               | 23               | 32               | 55               | 66               | 5       | 0       | 5       | 5       | 4       |
| 2009–10      | «Динамо» (Москва)      | КХЛ          | 56               | 20               | 16               | 36               | 34               | 4       | 0       | 0       | 0       | 4       |
| 2010–11      | «Оклахома-Сіті Баронс» | АХЛ          | 28               | 14               | 17               | 31               | 32               | 6       | 1       | 2       | 3       | 4       |
| 2010–11      | «Едмонтон Ойлерс»      | НХЛ          | 51               | 5                | 22               | 27               | 26               | —       | —       | —       | —       | —       |
| 2011–12      | «Оклахома-Сіті Баронс» | АХЛ          | 18               | 6                | 10               | 16               | 8                | —       | —       | —       | —       | —       |
| 2011–12      | «Едмонтон Ойлерс»      | НХЛ          | 14               | 3                | 0                | 3                | 8                | —       | —       | —       | —       | —       |
| 2012–13      | «Цуг»                  | НЛА          | 48               | 17               | 52               | 69               | 40               | 12      | 2       | 4       | 6       | 12      |
| 2013–14      | «Оклахома-Сіті Баронс» | АХЛ          | 29               | 14               | 15               | 29               | 18               | —       | —       | —       | —       | —       |
| 2013–14      | «Едмонтон Ойлерс»      | НХЛ          | 1                | 0                | 0                | 0                | 0                | —       | —       | —       | —       | —       |
| 2013–14      | «Баффало Сейбрс»       | НХЛ          | 13               | 0                | 2                | 2                | 6                | —       | —       | —       | —       | —       |
| 2013–14      | «Лулео»                | ШХЛ          | 5                | 1                | 3                | 4                | 0                | 6       | 2       | 3       | 5       | 0       |
| 2014–15      | «Йокеріт»              | КХЛ          | 60               | 16               | 30               | 46               | 26               | 10      | 3       | 6       | 9       | 12      |
| 2015–16      | «Салават Юлаєв»        | КХЛ          | 60               | 18               | 39               | 57               | 40               | 19      | 5       | 11      | 16      | 20      |
| 2016–17      | «Салават Юлаєв»        | КХЛ          | 55               | 14               | 42               | 56               | 38               | 5       | 1       | 3       | 4       | 2       |
| 2017–18      | «Салават Юлаєв»        | КХЛ          | 55               | 16               | 39               | 55               | 60               | 14      | 4       | 13      | 17      | 33      |
| 2018–19      | «Салават Юлаєв»        | КХЛ          | 56               | 10               | 39               | 49               | 28               | 17      | 4       | 14      | 18      | 16      |
| 2019–20      | «Салават Юлаєв»        | КХЛ          | 59               | 12               | 42               | 54               | 36               | 6       | 1       | 11      | 12      | 0       |
| 2020–21      | «Женева-Серветт»       | НЛА          | 49               | 22               | 39               | 61               | 55               | 10      | 1       | 9       | 10      | 10      |
| 2021–22      | «Лулео»                | ШХЛ          | 52               | 21               | 37               | 58               | 32               | 17      | 4       | 13      | 17      | 10      |
| 2022–23      | «Женева-Серветт»       | НЛА          | 52               | 16               | 40               | 56               | 40               | 18      | 6       | 6       | 12      | 16      |
| 2023–24      | «Лулео»                | ШХЛ          | 52               | 14               | 26               | 40               | 40               | 7       | 0       | 3       | 3       | 4       |
| Усього в ШХЛ | Усього в ШХЛ           | Усього в ШХЛ | 286              | 78               | 129              | 207              | 226              | 42      | 7       | 24      | 31      | 20      |
| Усього в КХЛ | Усього в КХЛ           | Усього в КХЛ | 401              | 106              | 247              | 353              | 262              | 75      | 18      | 58      | 76      | 87      |
| Усього в НХЛ | Усього в НХЛ           | Усього в НХЛ | 79               | 8                | 24               | 32               | 40               | —       | —       | —       | —       | —       |

### Збірна
| Рік                | Команда            | Турнір             | Місце              | І  | Г | П  | О  | ШХ |
| ------------------ | ------------------ | ------------------ | ------------------ | -- | - | -- | -- | -- |
| 2007               | Швеція             | МЧС                | 4-е                | 7  | 2 | 3  | 5  | 4  |
| 2009               | Швеція             | ЧС                 | 3                  | 9  | 2 | 8  | 10 | 14 |
| 2010               | Швеція             | ЧС                 | 3                  | 9  | 1 | 3  | 4  | 8  |
| 2016               | Швеція             | ЧС                 | 6-е                | 8  | 0 | 6  | 6  | 2  |
| 2017               | Швеція             | ЧС                 | 1                  | 5  | 2 | 0  | 2  | 2  |
| 2018               | Швеція             | ОІ                 | 5-е                | 4  | 0 | 7  | 7  | 0  |
| Молодіжна збірна   | Молодіжна збірна   | Молодіжна збірна   | Молодіжна збірна   | 7  | 2 | 3  | 5  | 4  |
| Національна збірна | Національна збірна | Національна збірна | Національна збірна | 35 | 5 | 24 | 29 | 26 |